# Samarendra Maulik
Samarendra Nath  Maulik (ur. 1881, Tamluk; zm. 1950, Chelsea) – indyjski entomolog specjalizujący się w koleopterologii.
S. N. Maulik specjalizował się w chrząszczach, zwłaszcza stonkowatych. Pracował w Muzeum Historii Naturalnej w Londynie. Zajmował także stanowisko profesora zoologii na University of Calcutta. Miał stopień doktora. Był ateistą i miał liberalne spojrzenie na świat.
Był autorem 3 tomów z serii The Fauna of British India, Including Ceylon and Burma poświęconych stonkowatym:
- (1919) Chrysomelidae: Hispinae and Cassidinae xi + 439 p 130 figs.
- (1926) Chrysomelidae: Chrysomelinae and Halticinae 442 p 139 figs 1 map.
- (1936) Chrysomelidae: Galerucinae 648 p 144 fig 1 map 1 plate.